# HMS Indomitable (1907)
Pour les autres navires du même nom, voir HMS Indomitable.
Le HMS Indomitable est le premier croiseur de bataille au monde à être armé. De classe Invincible, il entre en service dans la Royal Navy le 20 juin 1908. Il participe ainsi à la Première Guerre mondiale, durant laquelle il prend part aux batailles des Falklands, de Dogger Bank et du Jutland. Obsolète à la fin du conflit, il est revendu pour démolition en 1921.

## Conception
Au début du XXe siècle, dans la Royal Navy, chaque classe de cuirassé possède sa classe de croiseurs cuirassés équivalente ; c'est le cas par exemple de la classe Minotaur, inspirée de la classe Lord Nelson. Ainsi en 1902, la classe Invincible est prévue pour être construite en parallèle d'une classe de cuirassés ; elle disposerait d'un blindage de 6 pouces (152 mm), de 2 tourelles doubles de canons de 9,2 pouces (234 mm), de 6 tourelles doubles de canons de 7,5 pouces (191 mm) et de machines développant 35 000 chevaux qui feraient filer 25 nœuds (46 km/h) aux navires. À la place, c'est la classe Minotaur qui est construite, mais le First Sea Lord Fisher les trouve trop lents à son goût. La guerre russo-japonaise donne un nouvel élan à la construction de croiseurs cuirassés, et Fisher met en avant l'idée qu'une grande vitesse leur serait suffisante pour éviter les obus de gros calibre. Un nouveau type de croiseurs cuirassés est étudié, basé sur le cuirassé HMS Dreadnought : il doit disposer de canons de 12 pouces, d'un blindage de 6 pouces et d'une vitesse de 25 nœuds (46 km/h). Ainsi naît le concept de croiseur de bataille, dont la grande vitesse compense le blindage moindre. 
L'Indomitable est armé de 8 canons de 12 pouces BL Mk X répartis en 4 tourelles doubles, de 16 canons de marine de 4 pouces QF Mk III, d'un canon antiaérien de 3 pouces QF 20 cwt et de 5 tubes lance-torpilles de 18 pouces (457 mm). 31 chaudières Babcock & Wilcox alimentent les 4 turbines Parsons qui développent 41 000 chevaux ; le croiseur de bataille peut ainsi filer 25,5 nœuds (47 km/h). Pouvant emporter jusqu'à 3 085 tonnes de charbon et 725 tonnes de mazout, le navire peut parcourir 6 200 milles marins (11 500 km) à une vitesse de 10 nœuds (19 km/h).

## Histoire
La construction de l'Indomitable commence le 1er mars 1906 ; il est lancé le 16 mars 1907 et armé le 20 juin 1908. Le croiseur de bataille commence sa carrière en amenant le prince de Galles, futur roi George V à Montréal dès le mois suivant. Il rejoint ensuite la Home Fleet en octobre 1908. Dès mars 1909 il rejoint la 1re escadre de croiseurs de bataille dont il devient le navire amiral le 26 juillet. En 1913, après plusieurs rénovations, il rejoint la Mediterranean Fleet en compagnie de l'Invincible afin de constituer la 2e escadre de croiseurs de bataille (en). Il participe alors à la poursuite du Goeben et du Breslau en août 1914. À la suite de ce fiasco, le 3 novembre, l'Indomitable et l'Inflexible, accompagnés de deux vieux cuirassés français, les Suffren et Vérité, bombardent les forts à l'entrée du détroit des Dardanelles. En décembre, le croiseur de bataille retourne à Rosyth et subit plusieurs modifications. Le 24 janvier 1915, il participe à la bataille de Dogger Bank ; touché une unique fois par le SMS Blücher, il tire 134 obus de 12 pouces sur le croiseur cuirassé qui finit par couler après avoir subi le feu roulant de la flotte britannique. L'Indomitable rentre à Rosyth en remorquant le navire amiral Lion, gîtant et dont les machines sont hors d'usage,.
Après réparations, le croiseur de bataille rejoint ses sister-ships dans la 3e escadre de croiseurs de bataille (en). Les trois navires participent ainsi à la bataille du Jutland en mai 1916. L'Indomitable tire 175 obus de 12 pouces, touchant le SMS Derfflinger trois fois, le SMS Seydlitz et le SMS Pommern une fois chacun. En juin, il rejoint la 2e escadre avant d'être mis en réserve en février 1919. Il est finalement rayé des listes en mars 1920 avant d'être vendu pour démolition en décembre 1921.